# 孙云晓
孫雲曉（1955年—），男，山东青岛人，中國青少年研究中心副主任及研究員，中國青少年研究會副會長及《少年兒童研究》雜誌總編輯。

## 生平
1992年在《中国青年报》发表引起轰动的报道《夏令营中的较量》。1999年，孙云晓被中國國務院表彰為有突出貢獻的教育科學研究專家。2000年，孙云晓被中國國務院婦女兒童工作委員會授予「全國優秀兒童工作者標兵」稱號。

## 争议
《夏令营史上的一场变革——中日儿童探险夏令营启示录》最早发布于1993年第2期《少年儿童研究》杂志。缩写稿《我们的孩子是日本人的对手吗？》发表于1993年7月号《黄金时代》杂志。1993年11期《读者》杂志全文转载，标题改为《夏令营中的较量》，以报告文学的形式广为传播。文章讲述了1992年8月，30名中国儿童（15名来自北京，15名为内蒙古本地人）和77名日本儿童一同在内蒙古参加夏令营的真实故事，两国儿童在夏令营中同甘共苦，建立起了深厚的友谊。但文章中的中国儿童怕苦、脆弱的缺点被放大，与坚强、能吃苦的日本儿童形成鲜明反差，以至于日本人都说：“你们这代孩子不是我们的对手！”。文章在社会上引起了轩然大波，也引起了包括时任国务院副总理李岚清在内的高层领导人的重视。文章中的中国儿童都是1980年代出生，多为独生子女，“80后”一代因而被贴上了“垮掉的一代”、“最没责任心的一代”、“最自私的一代”的标签。
1994年3月5日，《北京青年报·青年周末》刊登了题为《杜撰的“较量”：所谓日本孩子打败中国孩子的神话》的文章，指责孙云晓文章严重失实。例如，文章中日方的计划是，每名儿童负重20公斤，每天行军100公里，而飞夺泸定桥的红军单日行军也不过72.5公里，而海湾战争中经典的“左勾拳行动”，美军坐着坦克装甲车，一天也只行军了68公里，真实情况是，日方儿童每人负重10公斤，每天行军20公里，是符合人体承受力的；20公斤的重量也极不合理，几乎是儿童体重的二分之一，而特种兵的标准负重也不过是体重的四分之一；中国儿童的背包本来不是为野营设计，质量不好，并非文中说的借机偷懒；中日两国儿童的性格刻画也严重失实，中国儿童相互友爱、相互帮助，反倒是日本儿童彼此漠不关心；夏令营结束时，日本儿童并没有“天空蓝不蓝”的一问一答的狂吼，只有“日中友好”之类的的口号。事实上，1994年2月28日，孙云晓已经在《中国教育报》作了题为《<夏令营中的较量>余墨》的更正说明，对文章的失实内容进行了道歉。3月16日，孙云晓在中国教育报发表了题为《并非杜撰 也并非神话——<夏令营中的较量>作者证言》的文章，再次为部分失实描述道歉，并表示并非故意为之，呼吁增强青少年的体质，培养他们吃苦的精神，但不要给他们太多压力，因为一切问题都是成年人造成的。
2008年的汶川大地震中，中国的80后表现出了很多优秀的品质，改变了人们的刻板印象。反倒是2011年的东日本大地震中，日本青年一代显得没有担当，怕死，怕吃苦，是日本人口中的“平成废宅”，与热血、尚武的“昭和男儿”形成了鲜明反差。因此有中国网友在孙云晓的微博下留言，甚至出现了一些不理智的言论，导致孙不得不暂时关闭微博。有观点认为，《较量》一文能大行其道，正是因为当时社会上普遍存在的民族自卑和崇洋媚外，导致80后一代被污名化十多年。2015年，《较量》一文再次被翻出，被网友批评为与“美国霸气小护照，德国良心下水道”等“忽悠了一代人”的“公知文”齐名的谣言和“心灵鸡汤”，更有网友发现孙云晓经常在微博上夸赞日本的教育，因此斥责他为“日吹”、“精日”。2018年，孙云晓在搜狐个人自媒体发表文章，再次对当年《较量》一文的出发点和造成的影响，以及自己为何“不认错”进行了说明。
2015年，山东省聊城市嘉明经济开发区第一实验小学校长李志猛自称从《夏令营中的较量》中获得启发，认为逻辑能力不一定非要靠数学课来培养，因此取消了一、二年级的数学课，改为通过其他方式培养低年级学生的逻辑思维。一直在对《较量》进行“打假”的网友们对此表示担忧和错愕。
其女儿孙冉为中新社驻日记者，服务于东方新报等多个媒体，接受日本政府资金，长期为日本对华宣传作倾向性报道。